# David di Tommaso Trofee
De David Di Tommaso Trofee is een benaming van de prijs die aan het eind van elk voetbalseizoen wordt uitgereikt aan de beste speler van het seizoen bij de Nederlandse betaaldvoetbalclub FC Utrecht. De prijs voor de beste speler bestond al langer, maar werd in 2005 omgedoopt nadat de beste speler van het voorgaande seizoen, David di Tommaso, in zijn slaap overleed. De winnaars worden gekozen door de supporters van de club. Na de laatste thuiswedstrijd van het seizoen worden vanuit de Supportersvereniging FC Utrecht (SVFCU) aan de winnaar en nummers twee en drie de prijzen uitgereikt. Sinds het seizoen 2018/19 wordt eveneens een prijs uitgereikt aan het beste talent. Eerst onder de naam van de David di Tommaso Talent van het Jaar Award en sinds het seizoen 2024/45 als Henk Vonk Talent van het Jaar Award, vernoemd naar Henk Vonk.

## Winnaars David di Tommaso Trofee
Onderstaand een overzicht van de uitreiking van de prijs voor de beste spelers van het seizoen, vanaf het seizoen 2005/06 als de David di Tommaso Trofee. Jean-Paul de Jong is de eerste speler die de prijs onder deze naam in ontvangst heeft mogen nemen.
| Seizoen | Winnaar              | Tweede plaats        | Derde plaats         | Bron   |
| ------- | -------------------- | -------------------- | -------------------- | ------ |
| 2003/04 | Stefaan Tanghe       | Jean-Paul de Jong    | Pascal Bosschaart    |        |
| 2004/05 | David di Tommaso     | Rick Kruys           | René Ponk            |        |
| 2005/06 | Jean-Paul de Jong    | Dave van den Bergh   | Sander Keller        | [ 4 ]  |
| 2006/07 | Michel Vorm          | Francis Dickoh       | Jean-Paul de Jong    |        |
| 2007/08 | Gregoor van Dijk     | Robin Nelisse        | Cedric van der Gun   | [ 5 ]  |
| 2008/09 | Michael Silberbauer  | Michel Vorm          | Mihai Neșu           |        |
| 2009/10 | Dries Mertens        | Mihai Neșu           | Michael Silberbauer  | [ 6 ]  |
| 2010/11 | Nana Asare           | Kevin Strootman      | Mihai Neșu           |        |
| 2011/12 | Edouard Duplan       | Nana Asare           | Alje Schut           |        |
| 2012/13 | Mike van der Hoorn   | Robbin Ruiter        | Jens Toornstra       | [ 7 ]  |
| 2013/14 | Robbin Ruiter        | Jens Toornstra       | Steve De Ridder      | [ 8 ]  |
| 2014/15 | Sébastien Haller     | Edouard Duplan       | Yassin Ayoub         | [ 9 ]  |
| 2015/16 | Timo Letschert       | Bart Ramselaar       | Sébastien Haller     | [ 10 ] |
| 2016/17 | Giovanni Troupée     | David Jensen         | Sofyan Amrabat       | [ 11 ] |
| 2017/18 | Mark van der Maarel  | Willem Janssen       | Sander van de Streek | [ 12 ] |
| 2018/19 | Willem Janssen       | Joris van Overeem    | Sander van de Streek | [ 13 ] |
| 2019/20 | Gyrano Kerk          | Sean Klaiber         | Mark van der Maarel  | [ 14 ] |
| 2020/21 | Sander van de Streek | Tommy St. Jago       | Mark van der Maarel  | [ 15 ] |
| 2021/22 | Quinten Timber       | Bart Ramselaar       | Willem Janssen       | [ 16 ] |
| 2022/23 | Anastasios Douvikas  | Taylor Booth         | Vasilios Barkas      | [ 17 ] |
| 2023/24 | Mark van der Maarel  | Vasilios Barkas      | Ryan Flamingo        | [ 18 ] |
| 2024/25 | Vasilios Barkas      | Souffian El Karouani | Paxten Aaronson      | [ 3 ]  |

## Winnaars Henk Vonk Talent van het Jaar Award
| Seizoen | Winnaar                  | Bron   |
| ------- | ------------------------ | ------ |
| 2018/19 | Nick Venema              | [ 13 ] |
| 2019/20 | Geen winnaar uitgeroepen |        |
| 2020/21 | Geen winnaar uitgeroepen |        |
| 2021/22 | Djevencio van der Kust   | [ 16 ] |
| 2022/23 | Geen winnaar uitgeroepen |        |
| 2023/24 | Geen winnaar uitgeroepen |        |
| 2024/25 | Adrian Blake             | [ 3 ]  |